# 感謝=∞
『感謝=∞』（かんしゃにエイト）は、関ジャニ∞の1枚目のミニ・アルバム。2004年12月15日にテイチクレコードから発売された。

## 概要
- 自身初のアルバムであり、初のミニ・アルバムである。
- CDは初回限定盤、通常盤の2形態で発売。
- 2004年10月21日、同年11月27日に東京・東京国際フォーラムで開催された、デビュー後初のライブであり、自身初の東京での単独ライブである『感謝 ni ∞ in 東京』の開催発表と同時に本作の発売が発表された[5]。
- デビューシングル「浪花いろは節」や、デビュー前からライブやテレビ番組で披露していたオリジナル曲、森進一の「冬のリヴィエラ」のカバーなど、全8曲を収録[4]。
  - 初回限定盤には、M-7に「浪花いろは節 (Winter Rock Mix)」を収録。
  - 通常盤には、M-7に「Eden」を収録[6]。
    - 同曲は、後に自身の冠番組である『関ジャム 完全燃SHOW』および『EIGHT-JAM』（共にテレビ朝日系列）で共演することとなる音楽プロデューサーの蔦谷好位置が編曲を担当している[7]。
- 本作発売後の2005年7月に内博貴が活動休止し、その後脱退したため[8]、8人体制で唯一のアルバムとなった。
- 2024年1月24日、デビュー20周年を記念し、過去にリリースされた全楽曲が各種音楽ダウンロードサービス、サブスクリプションサービスで配信されることに伴い、本作の配信も開始された[9][10][11][注 1]。
- 2025年1月1日、上述のサブスク解禁で配信されていなかった、本作の初回限定盤収録の「浪花いろは節 (Winter Rock Mix)」の配信が開始された[12]。

### 各形態概要
| ＃ | 曲名                      |
| -- | ------------------------- |
| 1  | DREAMIN' BLOOD            |
| 2  | 浪花いろは節              |
| 3  | All of me for you         |
| 4  | 旅人                      |
| 5  | 10年後の今日の日も        |
| 6  | 冬のリヴィエラ            |
| 8  | 浪花いろは節 (Trance Mix) |

| ＃ | 曲名                           | 形態       |
| -- | ------------------------------ | ---------- |
| 7  | 浪花いろは節 (Winter Rock Mix) | 初回限定盤 |
| 7  | Eden                           | 通常盤     |

| 特典内容                       | 形態       |
| ------------------------------ | ---------- |
| 選べるジャケット               | 初回限定盤 |
| メンバー全員の千社札ステッカー | 通常盤     |

## 販売形態
- 発売日：2004年12月15日
  - 初回限定盤（TECI-1008：CD）
    - 「選べるジャケット」封入

  - 通常盤（TECI-1018：CD）
    - 「メンバー全員の千社札ステッカー」封入
- 発売日：2015年7月1日
  - 通常盤：再発売（JACA-5546：CD）
    - 自身の所属レコード会社を『テイチクエンタテインメント』から『INFINITY RECORDS』へ移籍したため、INFINITY RECORDSより再発売。
- 発売日：2019年7月12日
  - 通常盤：十五催ハッピープライス盤（JSNC-1580：CD）
    - 自身の配信アプリ『関ジャニ∞アプリ』対応のため、15%オフでの再発売。
- 発売日：2024年1月24日
  - 配信作品
    - デビュー20周年を記念した音楽ダウンロードサービスおよびサブスクリプションサービスでの配信[9][10][11][注 1]。

## チャート成績
- オリコンチャート
  - 初週7.2万枚を売り上げ、2004年12月21日付の「オリコン週間 CDアルバムランキング」で週間5位を獲得した[1]。
- Billboard JAPAN
  - 2024年1月31日公開の「Billboard Japan Download Albums」で週間70位を獲得した[2]

## 収録曲

### 通常盤
1. DREAMIN' BLOOD - [4:03]
作詞：久保田洋司
作曲：谷本新
編曲：ha-j
2. 浪花いろは節 - [3:28]
作詞：MASA
作曲・編曲：馬飼野康二
  - 1stシングル
  - テレビ東京系『裏ジャニ』エンディングテーマ[13]
3. All of me for you - [3:33]
日本語詞：TAKESHI
作曲：Brian Hobbs, Christian Svensson, Jany Schella
編曲：五十嵐学
4. 旅人 - [4:29]
作詞・作曲：HIKARI
編曲：鈴木雅也
  - 舞台『Another』テーマソング
5. 10年後の今日の日も - [4:09]
作詞・作曲・編曲：清水昭男
6. 冬のリヴィエラ - [4:33]
作詞：松本隆
作曲：大瀧詠一
編曲：長岡成貢
  - 森進一の56thシングルのカバー
7. Eden - [4:51]
作詞・作曲：HIKARI
編曲：蔦谷好位置
  - 編曲を蔦谷好位置が担当している。
8. 浪花いろは節 (Trance Mix) - [4:00]
作詞：MASA
作曲：馬飼野康二
編曲：吉岡たく
  - 1stシングルのリミックスバージョン
  - ボーナストラック

### 初回限定盤
1. DREAMIN' BLOOD
2. 浪花いろは節
3. All of me for you
4. 旅人
5. 10年後の今日の日も
6. 冬のリヴィエラ
7. 浪花いろは節 (Winter Rock Mix) - [3:48]
作詞：MASA
作曲：馬飼野康二
編曲：吉岡たく
  - 1stシングルのリミックスバージョン
  - ボーナストラック
8. 浪花いろは節 (Trance Mix)

### 配信
配信限定作品。2024年1月24日に配信された。なお、本作の初回限定盤のみに収録された「浪花いろは節 (Winter Rock Mix)」は、単曲で2025年1月1日に配信開始された。
1. DREAMIN' BLOOD
2. 浪花いろは節
3. All of me for you
4. 旅人
5. 10年後の今日の日も
6. 冬のリヴィエラ
7. Eden
8. 浪花いろは節 (Trance Mix)

## タイアップ
- 浪花いろは節
  - テレビ東京系『裏ジャニ』エンディングテーマ[13]

## 楽曲提供者
- 蔦谷好位置
  - 「Eden」（編曲）

## 収録作品
※シングル曲は各ページを参照。

### 映像作品

#### ライブ映像
DREAMIN' BLOOD
- 1stライブDVD『Excite!!』
- 2ndライブDVD『Spirits!!』
- 3rdライブDVD『Heat up!』
- 19thライブDVD/Blu-ray『十五祭』（Blu-ray盤 特典Blu-ray）
- 24thライブBlu-ray/DVD『超DOME TOUR 二十祭』

All of me for you
- NEWS 1stライブDVD『NEWSニッポン0304』

※錦戸・内・丸山・安田・大倉が披露。
- 1stライブDVD『Excite!!』
- 2ndライブDVD『Spirits!!』

旅人
- 1stライブDVD『Excite!!』
- 2ndライブDVD『Spirits!!』
- 1stベストアルバム『8EST』（初回限定盤A 特典DVD）
- thライブDVD/Blu-ray『KANJANI∞ LIVE TOUR!! 8EST 〜みんなの想いはどうなんだい?僕らの想いは無限大!!〜』
- 19thライブDVD/Blu-ray『十五祭』（Blu-ray盤 特典Blu-ray）
- 24thライブBlu-ray/DVD『超DOME TOUR 二十祭』

10年後の今日の日も
- 1stライブDVD『Excite!!』
- 6thライブDVD『COUNTDOWN LIVE 2009-2010 in 京セラドーム大阪』
- 8thライブDVD/Blu-ray『KANJANI∞ 五大ドームTOUR EIGHT×EIGHTER おもんなかったらドームすいません』（初回限定盤 特典DVD）
- 11thライブDVD/Blu-ray『十祭』
- 22ndライブBlu-ray/DVD『KANJANI∞ DOME LIVE 18祭』（初回限定盤A 特典Blu-ray/DVD）
- 24thライブBlu-ray/DVD『超DOME TOUR 二十祭』

Eden
- 1stライブDVD『Excite!!』
- 3rdライブDVD『Heat up!』
- 4thライブDVD『47』
- 1stベストアルバム『8EST』（初回限定盤A 特典DVD）
- 19thライブDVD/Blu-ray『十五祭』（Blu-ray盤 特典Blu-ray）

## 関連ライブ
- 感謝 ni ∞ in 東京（2004年11月27日、全3公演）[14]